# Lista delle esposizioni internazionali
Questo è l'elenco delle principali esposizioni internazionali tenutesi dalla metà del XVIII secolo fino ai giorni nostri, siano esse patrocinate o meno dal Bureau International des Expositions (BIE).
Dato che il BIE è stato fondato nel 1928, solo in seguito a quell’anno si possono individuare le esposizioni da esso patrocinate, in base alle varie regolamentazioni prodotte. Alcune esposizioni precedenti, tuttavia, sono state ugualmente riconosciute da questa organizzazione.

## Anni 1750
- 1751 - Londra, Regno Unito - Prima esposizione (Sponsorizzata dalla Società delle Arti inglese).

## Anni 1790
- 1798 - Parigi, Francia - Première Exposition des Produits de l'Industrie française (Seconda esposizione e Prima esposizione in Europa continentale).

## Anni 1800
- 1802 - Parigi, Francia - Terza esposizione
- 1806 - Parigi, Francia - Quarta esposizione

## Anni 1820
- 1823 - Parigi, Francia - Quinta esposizione
- 1829 - Torino, Italia - Prima Triennale Pubblica Esposizione dell'anno 1829

## Anni 1830
- 1832 - Torino, Italia - Seconda Triennale Pubblica Esposizione dell'anno 1832
- 1838 - Torino, Italia - Terza Pubblica Esposizione dell'anno 1838

## Anni 1840
- 1844 - Parigi, Francia - Esposizione industriale francese (1844)
- 1844 - Torino, Italia - Quarta Esposizione di Industria e di Belle Arti
- 1846 - Genova, Italia - Esposizione dei Prodotti e delle Manifatture nazionali
- 1849 - Birmingham, Regno Unito - Esposizione della British Society (1849)

## Anni 1850
- 1850 - Torino, Italia - Quinta Esposizione di Industria e di Belle Arti
- 1851 - Londra, Regno Unito - Esposizione universale di Londra (Esposizione universale delle opere dell'industria di tutte le Nazioni)[1]
- 1852 - Cork, Irlanda - Esposizione industriale irlandese
- 1853 - Napoli, Italia - Solenne Pubblica Esposizione di Arti e Manifatture
- 1853 - New York, Stati Uniti - Esposizione delle industrie di tutte le nazioni
- 1853 - Dublino, Irlanda - Grande esposizione industriale
- 1854 - Monaco di Baviera, Germania - Esposizione industriale tedesca
- 1854 - Melbourne, Australia - Esposizione di Melbourne (collegata all'Esposizione Universale (1855))
- 1855 - Parigi, Francia - Esposizione universale di Parigi (Esposizione universale dei prodotti dell'agricoltura, dell'industria e delle belle arti)[1]
- 1855 - Dublino, Irlanda - Esposizione internazionale di Dublino
- 1857 - Manchester, Regno Unito - Art Treasures Exhibition
- 1858 - Torino, Italia - Sesta Esposizione Nazionale dei Prodotti di Industria

## Anni 1860
- 1860 - Besançon, Francia - Esposizione Universale
- 1861 - Firenze, Italia - Esposizione nazionale italiana del 1861
- 1861 - Firenze, Italia - Esposizione nazionale italiana di belle arti del 1861
- 1861 - Melbourne, Australia - Victorian Exhibition
- 1862 - Amburgo, Germania - Esposizione internazionale dell'agricoltura
- 1862 - Londra, Regno Unito - Esposizione internazionale (Esposizione internazionale dell'industria e dell'arte)[1]
- 1864 - Amsterdam, Paesi Bassi - Esposizione industriale olandese
- 1865 - Filadelfia, Stati Uniti - Fiera centrale della commissione sanitaria USA
- 1865 - Porto, Portogallo - Esposizione internazionale
- 1865 - Dublino, Irlanda - Fiera internazionale delle arti e dell'industria
- 1865 - Dunedin, Nuova Zelanda - New Zealand Exhibition
- 1866 - Melbourne, Australia - Intercolonial Exhibition of Australasia
- 1867 - Parigi, Francia- Esposizione Universale[1]
- 1868 - Le Havre, Francia - Esposizione internazionale marittima

## Anni 1870
- 1871 - Córdoba, Argentina - Exposición Nacional
- 1871 - Milano, Italia - Esposizione nazionale italiana del 1871
- 1870 - Sydney, Australia - Intercolonial Exhibition
- 1871 - Napoli, Italia - Esposizione internazionale delle industrie marittime
- 1871 - Londra, Regno Unito - First Annual International Exhibition
- 1872 - Londra, Regno Unito - Second Annual International Exhibition
- 1872 - Lione, Francia - Esposizione Universale
- 1872 - Milano, Italia - Esposizione nazionale italiana di belle arti del 1872
- 1872 - Kyōto, Giappone - Esposizione delle arti e dell'industria
- 1873 - Londra, Regno Unito - Third Annual International Exhibition
- 1873 - Vienna, Austria - Weltausstellung[1]
- 1873 - Sydney, Australia - Metropolitan Intercolonial Exhibition
- 1874 - Londra, Regno Unito - Fourth Annual International Exhibition
- 1874 - Dublino, Irlanda - International Exhibition of Arts and Manufactures
- 1874 - Roma, Italia - Esposizione internazionale
- 1875 - Santiago, Cile - Esposizione internazionale
- 1875 - Melbourne, Australia - Victorian Intercolonial Exhibition
- 1875 - Nižnij Novgorod, Russia - Fiera di Nižnij Novgorod
- 1875 - Sydney, Australia - Intercolonial Exhibition
- 1876 - Filadelfia, Stati Uniti - Centennial Exhibition[1]
- 1876 - Brisbane, Australia - Intercolonial Exhibition
- 1877 - Città del Capo, Sudafrica - South African International Exhibition
- 1877 - Napoli, Italia - Esposizione nazionale italiana di belle arti del 1877
- 1877 - Tokyo, Giappone - Prima esposizione nazionale dell'industria
- 1878 - Parigi, Francia - Esposizione Universale[1]
- 1878 - Ballarat, Australia - Australian Juvenile Industrial Exhibition
- 1879 - Sydney, Australia - Esposizione internazionale di Sydney
- 1879 - Melbourne, Australia - Intercolonial Juvenile Industrial Exhibition

## Anni 1880
- 1880 - Melbourne, Australia - Esposizione internazionale di Melbourne[1]
- 1880 - Milano, Italia - Esposizione nazionale italiana di belle arti del 1880
- 1881 - Atlanta, Stati Uniti - Esposizione internazionale del cotone
- 1881 - Torino, Italia - Esposizione nazionale italiana del 1881
- 1881 - Budapest, Ungheria - Országos Magyar Nöiparkiállitás
- 1882 - Bordeaux, Francia - Esposizione internazionale dei vini
- 1882 - Buenos Aires, Argentina - Exposición Continental Sud-Americana
- 1883 - Boston, Stati Uniti - The American Exhibition of the Products, Arts and Manufactures of Foreign Nations
- 1883 - Amsterdam, Paesi Bassi - Internationale Koloniale en Uitvoerhandel Tentoonstelling
- 1883 - Calcutta, India - Calcutta International Exhibition
- 1883 - Parramatta, Australia - Intercolonial Juvenile Industrial Exhibtion
- 1883 - Louisville, Stati Uniti - Southern Exposition
- 1883 - New York, Stati Uniti - Fiera mondiale
- 1884 - New Orleans, Stati Uniti - New Orleans Universal Expositon and World's Fair, World's Industrial and Cotton Centennial Exhibition
- 1884 - Melbourne, Australia - Victorian International Exhibition 1884 of Wine, Fruit, Grain & other products of the soil of Australasia with machinery, plant and tools employed
- 1884 - Edimburgo, Regno Unito - International Forestry Exhibition
- 1884 - Saint Louis, Stati Uniti - Esposizione di Saint Louis
- 1884 - Torino, Italia - Esposizione generale italiana
- 1885 - Melbourne, Australia - Victorians' Jubilee Exhibition
- 1885 - Anversa, Belgio - Esposizione Universale
- 1885 - Wellington, Nuova Zelanda - New Zealand Industrial Exhibition
- 1885 - New Orleans, Stati Uniti - North, Central and South American Exposition
- 1885 - Londra, Regno Unito - Esposizione internazionale delle invenzioni
- 1886 - Londra, Regno Unito - Colonial and Indian Exhibition
- 1886 - Edimburgo, Regno Unito - International Exhibition of Industry, Science and Art
- 1886 - Liverpool, Regno Unito - International Exhibition of Navigation, Commerce and Industry
- 1887 - Adelaide, Australia - Adelaide Jubilee International Exhibition
- 1887 - Geelong, Australia - Geelong Jubilee Juvenile and Industrial Exhibition
- 1887 - Londra, Regno Unito - Esposizione Americana
- 1887 - Roma, Italia - Esposizione mondiale (1887)
- 1888 - Melbourne, Australia - Victorian Juvenile Industrial Exhibition
- 1888 - Glasgow, Regno Unito - Esposizione internazionale
- 1888 - Bruxelles, Belgio - Grand Concours International des Sciences et de l'Industrie
- 1888 - Bologna, Italia - Esposizione internazionale
- 1888 - Barcellona, Spagna - Exposición Universal de Barcelona[1]
- 1888 - Lisbona, Portogallo - Exposição Industrial Portugueza
- 1889 - Parigi, Francia - Exposition universelle de Paris de 1889[1]
- 1889 - Dunedin, Nuova Zelanda - New Zealand and South Seas Exhibition
- 1889 - Buffalo, Stati Uniti - International Industrial Fair

## Anni 1890
- 1890 - Brema, Germania - Nord-West-Deutsche Gewerbe und Industrie-Ausstellung
- 1891 - Praga, Impero austro-ungarico - Esposizione generale del centenario della terra
- 1891 - Mosca, Russia - Exposition française
- 1891 - Kingston, Giamaica - International Exhibition
- 1891 - Launceston, Australia - Tasmanian International Exhibition
- 1891 - Palermo, Italia - Esposizione nazionale italiana del 1891
- 1891 - Milano, Italia - Esposizione triennale italiana di belle arti del 1891
- 1892 - Genova, Italia - Esposizione italo-americana
- 1892 - Madrid, Spagna - Exposición Histórico-Americana
- 1892 - Washington, Stati Uniti - Esposizione delle Tre Americhe (mai tenuta)
- 1893 - Chicago, Stati Uniti - World Columbian Exposition, detta anche World's Columbian Exposition[1]
- 1893 - Kimberley, Sudafrica - South Africa and International Exhibition
- 1893 - New York, Stati Uniti - World's Fair Prize Winners' Exposition
- 1894 - San Francisco, Stati Uniti - California Mid-Winter Exposition
- 1894 - Anversa, Belgio - Exposition Internationale d'Anvers
- 1894 - Lione, Francia - Exposition internationale et coloniale
- 1894 - Milano, Italia - Esposizione triennale italiana di belle arti del 1894
- 1894 - Porto, Portogallo - Exposição Insular e Colonial Portugueza
- 1895 - Hobart, Australia - Tasmanian International Exhibition
- 1895 - Ballarat, Australia - Australian Industrial Exhibition
- 1895 - Atlanta, Stati Uniti - Cotton States and International Exposition
- 1896 - Berlino, Germania - Gewerbe-Ausstellung
- 1896 - Città del Messico, Messico - Esposizione internazionale (mai tenuta)
- 1897 - Bruxelles, Belgio - Exposition Internationale de Bruxelles[1]
- 1897 - Milano, Italia - Esposizione triennale italiana di belle arti del 1897
- 1897 - Città del Guatemala, Guatemala - Exposición Centro-Americana
- 1897 - Brisbane, Australia - Queensland International Exhibition
- 1897 - Chicago, Stati Uniti - Irish Fair
- 1897 - Nashville, Stati Uniti - Tennessee Centennial and International Exposition
- 1897 - Stoccolma, Svezia - Allmänna konst- och industriutställningen
- 1898 - Dunedin, Nuova Zelanda - Otago Jubilee Industrial Exhibition
- 1898 - Omaha, Stati Uniti - Trans-Mississippi Exposition
- 1898 - Bergen, Norvegia - International Fisheries Exposition
- 1898 - Monaco di Baviera, Germania - Kraft- und Arbeitsmaschinen-Ausstellung
- 1898 - San Francisco, Stati Uniti - California's Golden Jubilee
- 1898 - Torino, Italia - Esposizione generale italiana
- 1898 - Vienna, Austria - Jubiläums-Ausstellung
- 1899 - Coolgardie, Australia - Western Australian International Mining and Industrial Exhibition
- 1899 - Omaha, Stati Uniti - Greater America Exposition
- 1899 - Filadelfia, Stati Uniti - National Export Exposition
- 1899 - Londra, Regno Unito - Greater Britain Exhibition

## Anni 1900
- 1900 - Parigi, Francia - Esposizione Universale (1900)[1]
- 1900 - Milano, Italia - Esposizione triennale italiana di belle arti del 1900
- 1900 - Adelaide, Australia - Esposizione del centenario delle Arti e delle Industrie
- 1901 - Buffalo, Stati Uniti - Pan-American Exposition
- 1901 - Glasgow, Regno Unito - Glasgow International Exhibition
- 1901 - Vienna, Austria - Bosnische Weihnachts-Ausstellung
- 1901 - Charleston, Stati Uniti - South Carolina and Interstate and West Indian Exposition
- 1902 - Torino, Italia - Esposizione internazionale d'arte decorativa moderna
- 1902 - Hanoi, Indocina francese (Tonchino), Indo China Exposition Française et Internationale
- 1902 - New York, Stati Uniti - United States, Colonial and International Exposition
- 1902 - Toledo, Stati Uniti - Ohio Centennial and Northwest Territory Exposition
- 1903 - Osaka, Giappone - National Industrial Exposition
- 1904 - St. Louis, Stati Uniti - Esposizione internazionale della Luisiana[1]
- 1905 - Portland, Stati Uniti - Lewis & Clark Centennial Exposition
- 1905 - Liegi, Belgio - Exposition universelle et internationale[1]
- 1905 - Londra, Regno Unito - Naval, Shipping and Fisheries Exhibition
- 1905 - New York, Stati Uniti - Irish Industrial Exposition
- 1906 - Milano, Italia - Esposizione internazionale del Sempione[1]
- 1906 - Londra, Regno Unito - Austrian Exhibition
- 1906 - Marsiglia, Francia - Exposition coloniale
- 1906 - Christchurch, Nuova Zelanda - International Exhibition
- 1907 - Dublino, Irlanda - Irish International Exhibition
- 1907 - Hampton Roads, Stati Uniti - Jamestown Exposition
- 1907 - Chicago, Stati Uniti - World's Pure Food Exposition
- 1907 - Mannheim, Germania - Internationale Kunst-Ausstellung
- 1908 - Londra, Regno Unito - Franco-British Exhibition
- 1908 - New York, Stati Uniti - International Mining Exposition
- 1908 - Rio de Janeiro, Brasile - Exposição Nacional
- 1909 - Seattle, Stati Uniti - Alaska-Yukon-Pacific Exposition
- 1909 - New York, Stati Uniti - Hudson-Fulton Celebration
- 1909 - San Francisco, Stati Uniti - Portolá Festival
- 1909 - Quito, Ecuador - Exposición Nacional

## Anni 1910
- 1910 - Nanchino, Cina - Nanking Exposition
- 1910 - Bruxelles, Belgio - Exposition Universelle et Industrielle des Bruxelles[1]
- 1910 - Buenos Aires, Argentina - Exposición Internacional
- 1910 - Londra, Regno Unito - Japan-British Exhibition
- 1910 - San Francisco, Stati Uniti - Admission Day Festival
- 1910 - Vienna, Austria - Internationale Jagd-Ausstellung
- 1911 - Dresda, Germania - International Hygiene Exhibition
- 1911 - Londra, Regno Unito - Coronation Exhibition
- 1911 - Londra, Regno Unito - Festival of Empire
- 1911 - Torino, Italia - Esposizione internazionale di Torino
- 1911 - Glasgow, Regno Unito - Scottish Exhibition, Art and Industry
- 1911 - New York, Stati Uniti - International Mercantile Exposition
- 1912 - Manila, Filippine - Philippine Exposition
- 1912 - Londra, Regno Unito - Latin-British Exhibition
- 1912 - Tokyo, Giappone - Grand Exposition of Japan
- 1913 - Gand, Belgio - Exposition universelle et internationale[1]
- 1913 - Amsterdam, Paesi Bassi - Tentoonstelling De Vrouw
- 1913 - Knoxville, Stati Uniti - National Conservation Exposition
- 1914 - Boulogne-sur-Mer, Francia - International Exposition of Sea Fishery Industries
- 1914 - Genova, Italia - Esposizione internazionale di marina e igiene marinara
- 1914 - Colonia, Germania - Esposizione del Werkbund
- 1914 - Nottingham, Regno Unito - Universal Exhibition
- 1914 - Semarang, Indonesia - Koloniale Tentoonstelling
- 1914 - Oslo, Norvegia - Norges Jubilæumsutstilling
- 1915 - San Francisco, Stati Uniti - Panama-Pacific International Exposition
- 1915 - San Diego, Stati Uniti - Panama-California Exposition
- 1915 - Panama, Panama - Exposición Nacional de Panamá
- 1915 - Richmond, Stati Uniti - Negro Historical and Industrial Exposition
- 1915 - Washington, Stati Uniti - National Star-Spangled Banner Centennial Celebration
- 1917 - San Francisco, Stati Uniti - Allied War Exposition[1]
- 1918 - New York, Stati Uniti - Bronx International Exposition of Science, Arts and Industries
- 1918 - Chicago, Stati Uniti - Allied War Exposition
- 1918 - Los Angeles, Stati Uniti - California Liberty Fair

## Anni 1920
- 1920 - Shanghai, Cina - American-Chinese Exposition
- 1921 - Londra, Regno Unito - International Exhibition of Rubber and Other Tropical Products
- 1922 - Marsiglia, Francia - Exposition nationale coloniale
- 1922 - Tokyo, Giappone - Peace Exhibition
- 1922 - Rio de Janeiro, Brasile - Exposição do Centenario do Brasil
- 1923 - Los Angeles, Stati Uniti - American Historical Review and Motion Picture Exposition
- 1923 - Calcutta, India - Calcutta Exhibition preparatoria a British Empire Exhibition
- 1924 - Londra, Regno Unito - British Empire Exhibition
- 1924 - New York, Stati Uniti - French Exposition
- 1925 - Lione, Francia - Foire
- 1925 - San Francisco, Stati Uniti - California's Diamond Jubilee
- 1925 - Dunedin, Nuova Zelanda - New Zealand and South Seas International Exhibition
- 1925 - Parigi, Francia - Exposition Internationale des Arts Décoratifs et Industriels Modernes
- 1926 - Filadelfia, Stati Uniti - Sesquicentennial Exposition
- 1926 - Berlino, Germania - Internationale Polizeiausstellung
- 1927 - Lione, Francia - Foire internationale
- 1928 - Colonia, Germania - Internationale Presse-Ausstellung
- 1928 - Long Beach, Stati Uniti - Pacific Southwest Exposition
- 1929 - Barcellona, Spagna - Exposición Internacional de Barcelona
- 1929 - Siviglia, Spagna - Exposición Iberoamericana de Sevilla
- 1929 - Firenze, Italia - Esposizione nazionale italiana di storia della scienza
- 1929 - Newcastle upon Tyne, Regno Unito - North East Coast Exhibition

## Anni 1930
- 1930 - Anversa, Belgio - Exposition internationale coloniale, maritime et d'art flamand
- 1930 - Liegi, Belgio - Exposition internationale de la grande industrie, sciences et applications, art wallon ancien
- 1930 - Stoccolma, Svezia - Utställningen av konstindustri, konsthandverk och hemslöjd
- 1930 - Trondheim, Norvegia - Tröndelag Exhibition
- 1931 - Parigi, Francia - Esposizione coloniale francese
- 1931 - Milano, Italia - Esibizione e congresso internazionale della siderurgia
- 1931 - Parigi, Francia - Exposition coloniale internationale
- 1931 - Yorktown (Virginia), Stati Uniti - Yorktown Sesquicentennial
- 1932 - Roma, Italia - Mostra della Rivoluzione fascista
- 1933 - Chicago, Stati Uniti - Century of Progress[1]
- 1934 - Porto, Portogallo - Exposição Colonial Portuguesa
- 1934 - Tel Aviv, Israele - Fiera del Levante
- 1935 - Bruxelles, Belgio Exposition universelle[2]
- 1935 - San Diego, Stati Uniti - California Pacific International Exposition
- 1935 - Porto Alegre, Brasile -Exposição do Centenario Farroupilha
- 1936 - Johannesburg, Sudafrica - Empire Exhibition
- 1936 - Cleveland, Stati Uniti - Great Lakes Exposition
- 1936 - Dallas, Stati Uniti - Texas Centennial Central Exposition[2]
- 1936 - Stoccolma, Svezia - Esposizione aeronautica internazionale[2]
- 1937 - Berlino, Germania - Ausstellung
- 1937 - Dallas, Stati Uniti - Greater Texas and Pan American Exposition
- 1937 - Düsseldorf, Germania - Reichsausstellung Schaffendes Volk
- 1937 - Miami, Stati Uniti - Pan American Fair
- 1937 - Parigi, Francia - Exposition Internationale de Arts et Techniques dans la Vie Moderne[2]
- 1937 - Nagoya, Giappone - Nagoya Pan-Pacific Peace Exposition
- 1938 - Glasgow, Regno Unito - British Empire Exhibition
- 1938 - Helsinki, Finlandia - Seconda esposizione aeronautica internazionale della Lega della Difesa aerea della Finlandia[2]
- 1939 - New York, Stati Uniti - New York World's Fair[2]
- 1939 - San Francisco, Stati Uniti - Golden Gate Exposition
- 1939 - Wellington, Nuova Zelanda - New Zealand Centennial Exhibition
- 1939 - Dresda, Germania - Deutsche Kolonial Ausstellung
- 1939 - Liegi, Belgio - Exposition internationale de l'eau[2]
- 1939 - Zurigo, Svizzera - Schweizerische Landesausstellung

## Anni 1940
- 1940 - Lisbona, Portogallo - Exposição do Mundo Português
- 1940 - Los Angeles, Stati Uniti - Pacific Mercado (mai tenuta)
- 1940 - Napoli, Italia - Mostra Triennale delle Terre Italiane d'Oltremare
- 1940 - Tokyo, Giappone - Grande esposizione internazionale del Giappone (mai tenuta)
- 1942 - Los Angeles, Stati Uniti - Cabrillo Fair (1942) (mai tenuta)
- 1942 - Roma, Italia - Esposizione universale di Roma (1942) (E42, mai tenuta)
- 1943 - Stoccolma, Svezia - Norwegian Exhibition
- 1946 - Stoccolma, Svezia - Esposizione internazionale dello sport di Liningiad[2]
- 1946 - Lione, Francia - Esposizione dell'habitat rurale[2]
- 1947 - Parigi, Francia - Esposizione internazionale dell'abitazione e dell'urbanismo[2]
- 1948 - Bruxelles, Belgio - Foire coloniale
- 1949 - Port-au-Prince, Haiti - Exposition internationale du bicentenaire de Port-au-Prince[2]

## Anni 1950
- 1951 - Londra, Regno Unito - Festival of Britain
- 1951 - Lilla, Francia - Esposizione tessile internazionale[2]
- 1953 - Gerusalemme, Israele - La conquista del deserto - Esposizione internazionale[2]
- 1953 - Roma, Italia - Esposizione internazionale dell'agricoltura[2]
- 1954 - Napoli, Italia - Esposizione internazionale della navigazione[2]
- 1955 - Torino, Italia - Esposizione internazionale dello sport[2]
- 1955 - Helsingborg, Svezia - H55, Esposizione internazionale delle arti applicate, dell'abitazione e dell'arredamento d'interni[2]
- 1956 - Beit Dagon, Israele - Esposizione di agrumicoltura[2]
- 1957 - Canton, Cina - Chinese Export Commodities Fair
- 1957 - Berlino, Germania - Interbau 57 (Esposizione internazionale dell'architettura)[2]
- 1958 - Bruxelles, Belgio - Esposizione universale e internazionale di Bruxelles (Exposition Universelle et Internationale de Bruxelles)[2]

## Anni 1960
- 1961 - Torino, Italia - Esposizione internazionale del lavoro (o Italia '61)[2]
- 1962 - Seattle, Stati Uniti - Esposizione del XXI secolo[2]
- 1964 - New York, Stati Uniti - Esposizione mondiale di New York 1964 (nota: non segnalata dal Bureau International des Expositions)
- 1965 - Monaco di Baviera, Germania - Esposizione internazionale dei trasporti (IVA)[2]
- 1967 - Montréal, Canada - Esposizione universale ed internazionale del 1967[2], l'esposizione di maggior successo di sempre, con più di 50 milioni di visitatori.
- 1968 - San Antonio, Stati Uniti - Esposizione 1968[2]

## Anni 1970
- 1970 - Osaka, Giappone - Esposizione universale del Giappone[2]
- 1971 - Budapest, Ungheria - Esposizione mondiale della caccia[2]
- 1974 - Spokane, Stati Uniti - Esposizione internazionale dell'ambiente[2]
- 1975 - Okinawa, Giappone - Esposizione internazionale degli oceani[2]

## Anni 1980
- 1981 - Plovdiv, Bulgaria - Esposizione mondiale della caccia[2]
- 1982 - Knoxville, Stati Uniti - Esposizione mondiale 1982 (International Energy Exposition)[2]
- 1984 - New Orleans, Stati Uniti - Esposizione mondiale della Louisiana 1984[2]
- 1985 - Tsukuba, Giappone - Esposizione del 1985[2]
- 1985 - Plovdiv, Bulgaria - Esposizione mondiale delle conquiste dei giovani inventori[2]
- 1986 - Vancouver, Canada - Esposizione internazionale dei trasporti e della comunicazione[2]
- 1988 - Brisbane, Australia - Esposizione internazionale del tempo libero[2]

## Anni 1990
- 1991 - Plovdiv, Bulgaria - Expo '91[2]
- 1992 - Siviglia, Spagna - Siviglia Expo '92[2]
- 1992 - Genova, Italia - Genova Expo '92[2]
- 1993 - Daejeon, Corea del Sud - Expo '93[2]
- 1998 - Lisbona, Portogallo - Expo '98[2]

## Anni 2000
- 2000 - Hannover, Germania - Expo 2000[2]
- 2005 - Aichi, Giappone - Expo 2005[2]
- 2008 - Saragozza, Spagna - Expo 2008[2]

## Anni 2010
- 2010 - Shanghai, Cina - Expo 2010[2]
- 2012 - Yeosu, Corea - Expo 2012[2]
- 2015 - Milano, Italia - Expo 2015[2]
- 2017 - Astana, Kazakistan - Expo 2017[2]

## Anni 2020
- 2020 - Dubai, Emirati Arabi Uniti - Expo 2020[2]
- 2023 - Buenos Aires, Argentina - Expo 2023[2]
- 2025 - Osaka, Giappone - Expo 2025[2]
- 2027 - Belgrado, Serbia - Expo 2027[2]
- 2030 -  Riad,  Arabia Saudita -  Expo 2030[2]